# Бразильский длинноногий арлекин

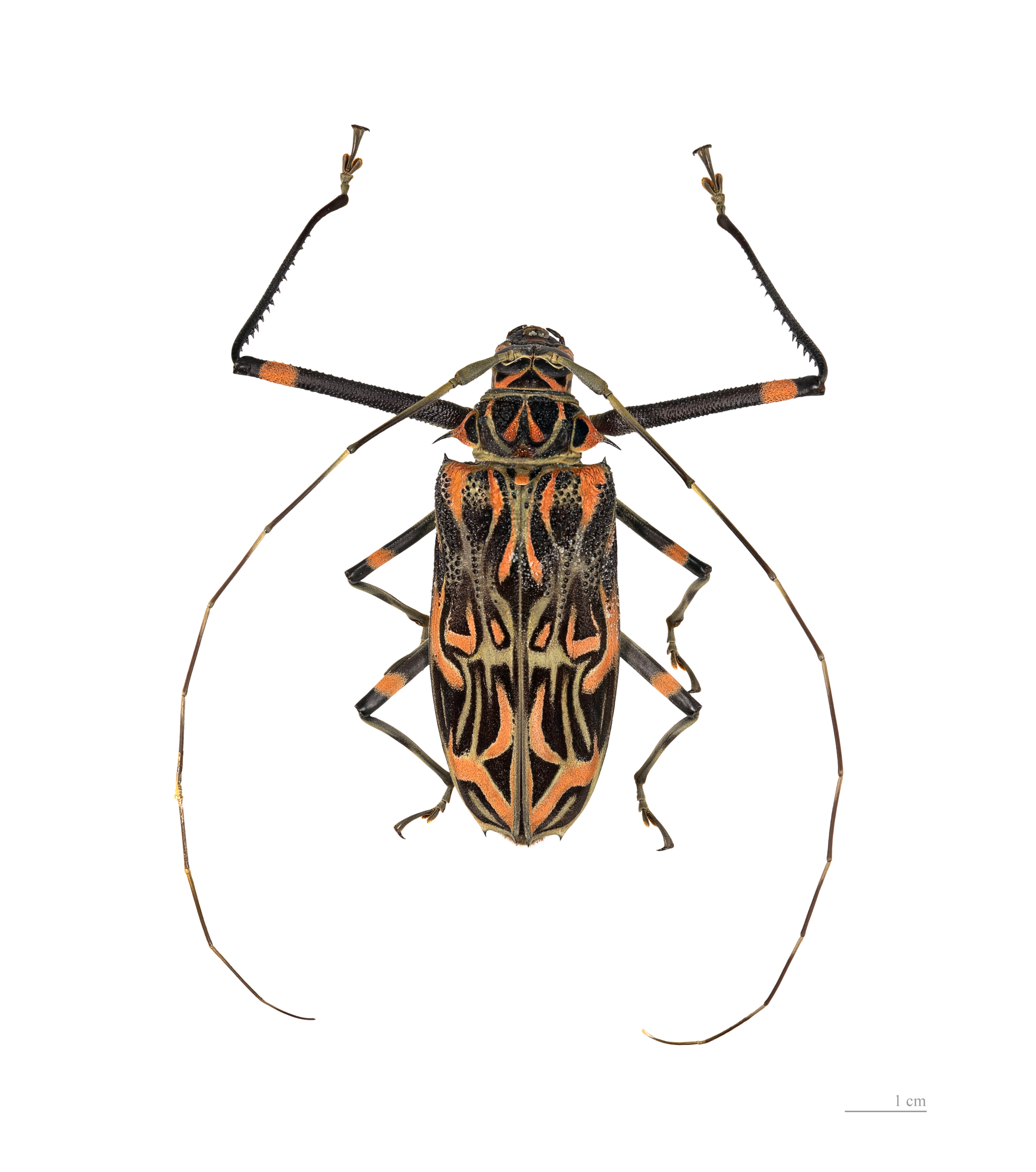
Acrocinus longimanus ♀

Арлекин бразильский длинноногий (лат. Acrocinus longimanus) — крупный жук из семейства усачей (Cerambycidae).

## Описание
Длина тела до 76 мм . Окраска серая, чёрная, кирпично-красная. Наблюдаются вариации окраски от ярких до приглушенных тонов. По бокам головогруди жука имеются острые шипы. Верхний конец надкрылий покрыт многочисленными ямочками. Усики в 1,5 раза длиннее тела. Передние ноги самцов значительной длины, длиннее всего тела. С их помощью они удерживают самку во время спаривания.

## Биология
Пик численности в марте и сентябре. Активны в тёмное время суток. Днем скрываются в убежищах. Личинки развиваются в древесине растений рода Фикус, Brosimum, Bagassa guianensis, Parahancornia fasciculata от 4-5 до 12 месяцев.
Симбиотические взаимоотношения с псевдоскорпионами Cordylochernes, живущими на жуке под надкрыльями, и питающимися клещами-паразитами.

## Ареал
Южная Америка, от южной Мексики до северной Аргентины — неотропические густые леса.